# Paul Kaiser (Fußballspieler)
Paul Kaiser (* 4. August 1922) ist ein ehemaliger Fußballspieler in Chemnitz bzw. Karl-Marx-Stadt. Mit der BSG Chemie Karl-Marx-Stadt spielte er eine Saison lang in der DDR-Oberliga, der höchsten Spielklasse des DDR-Fußball-Verbandes.

## Sportliche Laufbahn
Kaiser gehört zu der Generation, die nach dem Ende des Zweiten Weltkrieges den Fußball im mittelsächsischen Chemnitz wieder aufbaute und den Grundstein für den FC Karl-Marx-Stadt legte, der 1967 Fußballmeister der DDR wurde. Kaiser war Mitte zwanzig, als er für die Sportgemeinschaft Chemnitz Nord um die Chemnitzer Bezirksmeisterschaft spielte. 1948 wurde er von der Betriebssportgemeinschaft (BSG) Fewa Chemnitz übernommen, die 1950 zu den Gründungsgemeinschaften der zweitklassigen DDR-Liga gehörte. In der ersten DDR-Ligasaison bestritt er 15 der 18 ausgetragenen Punktspiele, zunächst als Verteidiger, später als halblinker Stürmer. Im Laufe dieser Spielzeit nannte sich die BSG in Chemie Chemnitz um. 1951/52 fehlte Kaiser in den DDR-Ligaspielen nur einmal und hatte als Verteidiger eine Stammposition. In seiner dritten Ligasaison wurde er von Trainer Haueisen auf die rechte Abwehrseite gestellt, die er auch in der Spielzeit 1953/54 beibehielt. Die BSG, inzwischen entsprechend der Stadtumbenennung als Chemie Karl-Marx-Stadt antretend, schaffte in dieser Saison den Aufstieg in die DDR-Oberliga, an dem Kaiser als Mannschaftskapitän mit 24 Punktspieleinsätzen und einem Tor entscheidend beteiligt war. Mit dem letzten Saisonpunktspiel hatte er innerhalb von vier Spielzeiten mit insgesamt 90 Partien 82 Begegnungen bestritten (Quote 91 %) und fünf Tore erzielt. Mit 32 Jahren nahm er 1954/55 seine erste überregionale Erstligasaison in Angriff. Während er in der Hinrunde auf seinem gewohnten Platz auf der rechten Abwehrseite spielte, stellte ihn Trainer Heinz Hartmann in der Rückrunde auf die zentrale Verteidigerposition. Am 24. April 1955 bestritt Kaiser sein letztes Pflichtspiel für die Oberligamannschaft der BSG Chemie. Im Heimspiel der letzten Saisonrunde gegen den SC Rotation Leipzig (1:1) wurde er noch einmal in der 78. Minute eingewechselt. Es war sein 23. Spiel in der DDR-Oberliga, in der er ohne Torerfolg blieb.